# 6호 전차 B형 티거 2
티거 2(독일어: Panzerkampfwagen VI Ausführung B) 또는 대중적으로 쾨니히스티거(독일어: Königstiger) 혹은 킹 타이거(King Tiger)는 제2차 세계 대전 중의 나치 독일의 중전차 6호 전차 B형의 일반 명칭이다. 또다른 이름으론 티거 2의 제작 명칭인 '존더크라프트파르조이크(Sonderkraftfahrzeug) 182, Sd.Kfz. 182'도 존재한다. 

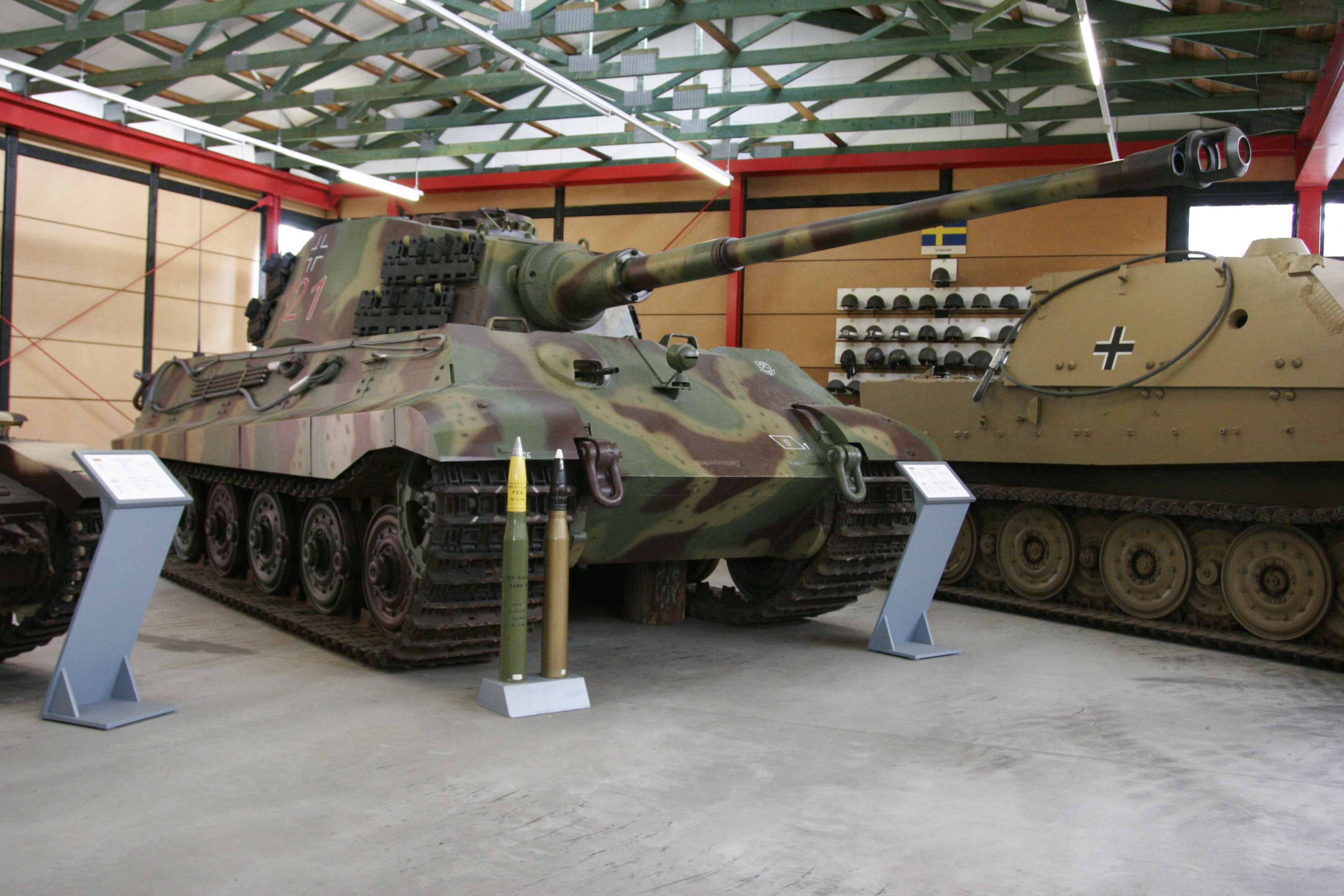
박물관의 6호 전차 티거 2와 사용 포탄

티거 2는 티거 1의 뒤를 이은 중전차이다. 티거 2의 그 이름은 동부전선에서 소련의 T-34와 미합중국의 셔먼 전차를 격파하면서 명성을 날린 티거 1을 본땄으나 기계적인 설계는 새로운 설계를 했다. 티거 1의 경우에는 이미 설계가 끝난 상황에서 소련의 T-34 전차를 대적하게 되어 경사장갑의 효과를 알게 된 후에도 수직의 장갑으로 생산 할 수 밖에 없었지만, 티거 2는 적군인 소련의 T-34를 본받아 만든 5호 전차 판터(Panther) 전차처럼 피탄에 유리한 경사장갑을 채택하였다. 티거 2는 68.5(초기 포탑) ~ 70톤에 육박하는 무게였고, 150 ~ 185 mm의 전면 장갑으로 보호되었다. 56구경장 8.8 cm 대공포를 개수해서 탑재한 티거 1과는 달리 티거 2는 PaK 43을 전차포로 개수한 71구경장 8.8 cm KwK 43 L/71포로 무장하여 더욱더 강력한 파괴력을 과시하였다.
킹타이거는 매우 육중한 장갑과 강력한 장거리 대포는 티거 2에 적군 전차에 대한 비교 우위의 강점을 제공했다. 특히 대항할 만한 중전차를 많이 보유하지 못한 서부 전선의 영국군과 미군은 티거에 대해 약점을 드러냈다.
티거 2는 연합군과 소련 전차에 잘 대응하였다. 방어력에 있어서, M4 셔먼은 정면에서 티거 2의 정면 장갑을 전혀 관통하지 못하였고, 미국의 M26 퍼싱과 소련의 IS-2 등의 중전차라 할지라도 티거 2를 노리기 위해서는 각각 500 m 와 200 m 이내로 접근해야 했다. 하지만 이들이 티거 2에 접근하는 과정에서 큰 손실을 입었다. 그때 당시에는 독일이 방어 입장이었고, 미국과 소련이 공격의 입장이었으므로 독일은 대공세를 하는 일이 거의 없고, 풀숲 같은 곳에 숨어있다가 다가오는 연합군 전차들을 저격하는 방식의 전술을 사용해 접근부터가 거의 불가능했다.
 IS-2의 200 mm 관통력은 티거 2를 상대하기엔 초근거리가 아닌 이상 격파하기가 쉽지 않았고 티거 2의 정면 경사장갑을 제외한 정면의 포탑 장갑도 185 mm 정도의 수직 장갑이었기 때문에 차고가 낮은 IS-2가 상대하기는 불가능했지만, 후반부의 나치 독일군은 대부분 5호 전차 판터나 6호 전차 티거를 사용하였기 때문에 상대가 가능했다. 
공식 이름은 Panzerkampfwagen VI Ausführung B Tiger II가 맞지만 쾨니히스티거(왕 호랑이)라는 이름이 더 널리 알려지게 되었는데 공식명칭은 병기국에서 정하지만 전쟁성이 이하 별명으로 불렀기 때문에 이를 감청하던 연합국도 공식명칭이 쾨니히스티거인 줄 알았다고 전해진다.
티거 2는 그 크기와 선전 가치로 널리 알려졌다.

## 개발
처음에는 두 개의 설계가 준비되었다. 하나는 헨셸, 또 하나는 포르셰의 것이다. 헨셸은 따로 개발하였으나 포르셰는 크루프가 설계한 포탑을 사용하였고, 또 다른 점은 차체의 설계와 변속장치, 완충장치에 있었다.
헨셸의 안은 판저 탱크의 설계를 닮은 비스듬한 장갑의 전통적인 차체 설계를 채택하였다. 이 안은 엔진이 후방에 탑재되었고, 표준 형식으로 끼워진 로드휠이 가로빔의 토션바에 티거와 같은 형식으로 설치되어 있었다. 어쨌든 보수를 용이하게 하기 위해 휠은 티거 1에서보다는 끼워지기보다는 겹쳐졌다.
포르셰 차쳬 설계는 포탑이 뒷쪽에 탑재되었고, 엔진이 중간에 설치되었다. 완충장치는 엘레판트와 같았다. 이 완충장치는 양쪽에 6개의 로드휠이, 한 쌍의 바퀴에 통합된 짧은 종축 토션바와 함께 나온 짝을 이룬 구동 후륜에 양쪽으로 설치되어 있었다. 이러한 설계는 내부 공간을 절약하였고, 수리가 용이했다. 포르셰안은 하이브리드 동력 시스템을 사용하였는데, 이는 가솔린 엔진이 발전기에 동력을 공급하고 발전기는 스프라켓을 회전시키는 전기 모터에 전기를 공급하는 형식이다. 이러한 추진방식은 이전에 페르디난드형과 미국의 일부 설계에서 시도된 적이 있었지만, 생산에 옮겨지지는 않았다. 포르셰의 현가장치는 후에 구축전차인 야크트티거에 사용되었다.
1944년 노르망디의 503 중전차대대의 티거 2는 초기의 소위 '포르셰' 포탑을 갖고 있었다.
헨셸이 더 강력한 포탑 전면 장갑으로 티거 2의 계약을 성사시켰고, 모든 티거 2는 헨셸에 의해 제작되었다. 두 개의 포탑 설계가 차량 제작에 사용되었다. 초기의 설계는 이따금 '포르셰 포탑'으로 잘못 불리는데, 이는 그 원형이 포르셰에 의해 설계되었다는 믿음 때문이다. 실제 그 포탑은 두 가지 유형 모두 크루프의 초기 설계였다. 이 포탑은 둥근 앞면과 가파르게 경사진 측면, 지휘자의 전망대의 편의를 위한 만들기 어려운 둥근 부분이 있었다. 그러나 특유의 둥근 형태 때문에 샷트랩 현상이 일어나는 문제점이 도출된다. 50개의 초기 포탑은 헨셸의 차쳬에 탑재되었고, 실전에 사용되었다. '헨셸 포탑'이라 불리는 더 흔한 양산형 포탑은, 정면은 훨씬 두꺼워졌지만 평평한 면에 측면은 경사가 덜 가파르고 지휘자의 전망대를 위한 튀어나온 부분도 없었는데, 조금 더 단순해져 제작이 더 쉬워졌다.
티거 2 차체에 사용된 궤도 시스템은 특이했는데, 여기에는 교차하는 '컨택트 슈'와 '커넥터' 연결을 사용한다. 컨택트 슈 연결은 한 쌍의 가로 놓인 금속 막대가 땅과 접촉하고, 커넥터 연결은 땅에 닿지 않았다.
티거 2는 전쟁 후기에 개발되어 상대적으로 적은 수가 제작되었다. 다른 독일 전차와 마찬가지로, 이 전차는 가솔린 엔진을 사용하였다. 어쨌든, 동일한 엔진이 판터와 티거 1 전차에 동력을 공급하였고, 티거 2는 동력이 불충분하여, 다른 제2차 세계 대전의 여러 중전차처럼 많은 양의 연료를 소비하는데, 전황이 이미 심각하게 악화되어 연료 공급이 충분하지 않았다.

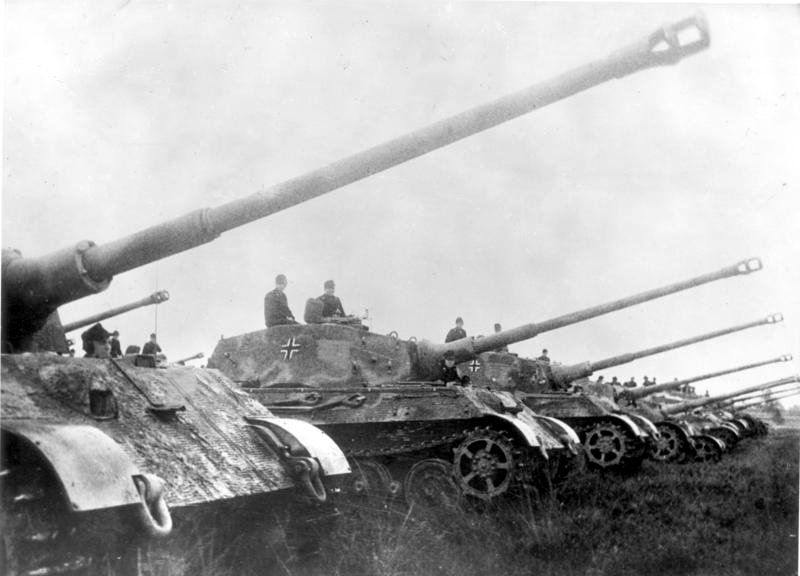
작전 중인 티거 2 전차

## 전투 기록
티거 2 전차가 전투에서 최초로 쓰인 것은 1944년 7월 18일의 노르망디 전투였고, 운용 부대는 503 중전차대대(Schwere Panzerabteilung 503)였다. 동부전선에서 처음 쓰인 것은 1944년 8월 12일 제501중전차대대(sPzAbt 501)에서였으며, 소련의 비스툴라강의 바라누프에 투입되었다. 후에 티거 2 전차는 특히 아르덴 반격과 1945년 소련의 폴란드와 동프로이센 공세, 독일의 헝가리 공세, 1945년 4월의 베를린 동부의 젤로브(Seelow) 고지전, 마지막으로 베를린 공방전에서 등장하였다.
티거 2 전차는 티거 1 전차보다 더욱 뛰어난 장갑과 판터(5호 전차)의 경사장갑 원리를 이용한 훌륭한 방어력, 그리고 티거 1 전차 못지 않는 기동성을 갖추었고, 티거 2 전차 1대가 13~20대 정도의 연합군 전차에 맞설 수 있는 능력을 갖추었으나 수가 너무 적고 제때에 연료 보급과 탄환 보급 등이 원활하게 이루어지지 못했고 전선으로 이동 중에는 미국과 영국 공군의 공습으로 대부분이 파괴되기 일쑤였다.
셔먼을 보유한 영국 제4근위용기병연대와 제7근위용기병연대는 자신들이 1944년 9월 8일 영국군 중에서는 처음으로 티거 2를 들이박아 격파했다고 주장하였다.
베를린 공방전 최후반부에 히틀러가 벙커에서 자살 후 소련군이 복수를 계획하고 독일로 다가오고 있었다. 하지만 남아있던 티거 2 전차 5대 중 2대가 길목에 자리를 잡고 있었다. 그리고 그 티거 2 전차 2대는 소련군의 진격을 막아내었고(티거 2 101호와 314호) 독일군 잔여 병력 일부와 수많은 피난민 행렬을 서방연합군 쪽으로 탈출시키는데 성공했다.

## 같이 보기
- 제2차 세계 대전의 군용 차량 목록
- 나치 독일의 특수목적차량 목록

### 내용주
1. ↑  독일어로 벵골호랑이를 뜻한다.
2. ↑  독일어 König은 영어의 King에 해당되어 영어로 킹 타이거나 로얄 타이거로 불리기도 한다.